# Ambasciatori dell'Hannover presso la Santa Sede
L'ambasciatore dell'Hannover presso la Santa Sede era il primo rappresentante diplomatico dell'Hannover presso la Santa Sede.

## Storia

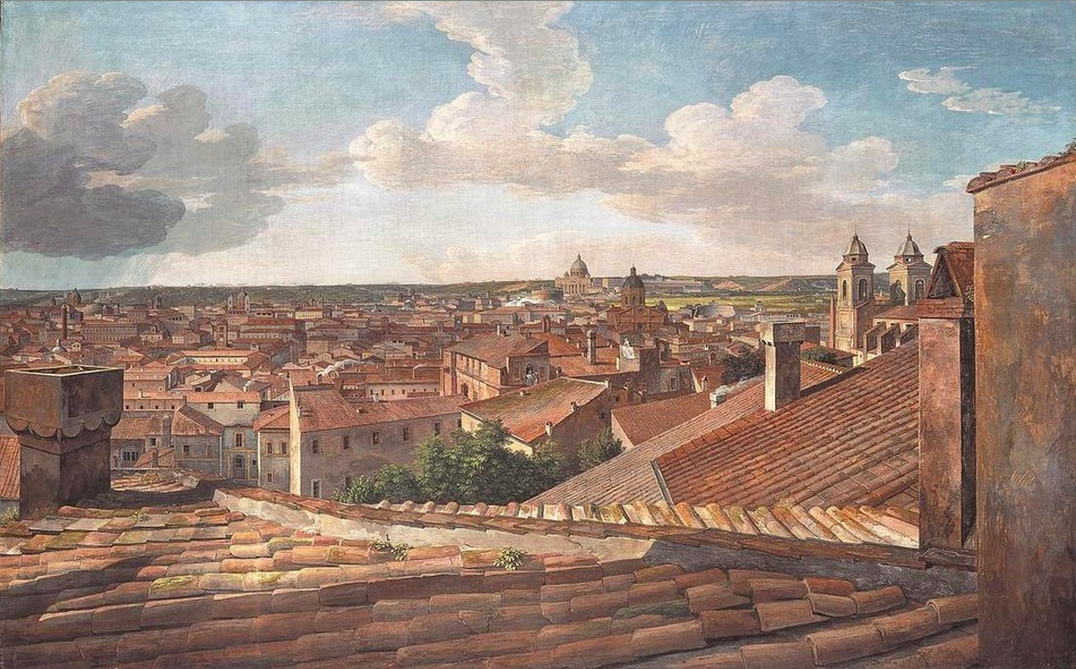
"Veduta di Villa Malta a Roma da ovest“ (1835)
Dipinto di J. C. Reinhart, conservato oggi presso la Neue Pinakothek di Monaco di Baviera

L'elettorato di Hannover, di fede protestante, ebbe pochi rapporti con la Santa Sede fino al XVIII secolo. Dopo il Congresso di Vienna (1815), quando i territori delle ex diocesi cattoliche di Hildesheim e Osnabrück vennero annessi al neocostituito Regno di Hannover, l'Hannover dovette instaurare dei rapporti con la curia romana, inizialmente per la necessità di ridisegnare le diocesi cattoliche e ridefinire i confini diocesani rispetto a quelli statali. La missione diplomatica dell'Hannover presso la Santa Sede venne istituita nel 1816 e fu la prima ambasciata protestante presso lo Stato Pontificio.
L'ambasciata dell'Hannover si insediò a Roma presso Villa Malta al Pincio. Durante il mandato del barone von Ompteda, la sede dell'ambasciata divenne luogo di incontro per diplomatici provenienti da paesi con popolazioni non cattoliche per scambiare idee su questioni culturali o per discutere di questioni pratiche come la manutenzione del cimitero protestante di Roma. Nel 1829 l'ambasciata di Hannover fu coinvolta nella fondazione dell'Istituto Archeologico Tedesco.
A seguito della bolla Impensa romanorum pontificum, che ridefinì i confini delle due diocesi cattoliche nel territorio dell'Hannover, la legazione dell'Hannover presso lo Stato Pontificio venne sciolta nel 1849.

## Regno di Hannover
- 1816-1819: Friedrich von Ompteda
- 1819-1825: Franz von Reden
- 1825-1849: August Kestner

1849: Scioglimento dell'ambasciata